# Rhodesiella mizoramensis
Rhodesiella mizoramensis är en tvåvingeart som beskrevs av Cherian 2002. Rhodesiella mizoramensis ingår i släktet Rhodesiella och familjen fritflugor.
Artens utbredningsområde är Mizoram (Indien). Inga underarter finns listade i Catalogue of Life.